# Théorie des apparences
Ne doit pas être confondu avec Théorie de l'apparence.
La théorie des apparences est une théorie juridique mise en avant par la Cour européenne des droits de l'homme depuis ses arrêts Delcourt puis Borgers, où elle affirme l'importance attribuée aux apparences et à la sensibilité accrue du public aux garanties d'une bonne justice.

## Caractéristiques
L'affaire Delcourt c. Belgique consacre l'adage « Justice must not only be done; it must also be seen to be done » : la justice ne doit pas seulement être dite, elle doit également donner le sentiment qu'elle a été bien rendue (§ 31 de l'arrêt CEDH). 
Jean Du Jardin, procureur général près la Cour de cassation belge, explique que cet adage a été formulé pour la première fois par Lord Gordon Hewart dans l'arrêt The King v. Sussex Justices (en) (9 novembre 1923), dans une affaire mettant en cause l'impartialité d'un juge. 
Cet adage est devenu une formulation d'un principe du droit judiciaire anglo-saxon en considération duquel si le juge doit intervenir pour que justice soit rendue, il doit le faire de telle sorte que justice paraisse avoir été bien rendue.
La version originale de l'adage est : « It is not merely of some importance but it is fundamental importance that justice should not only be done, but should manifestly and undoubtedly be seen to be done » ce qui peut se traduire comme « Il n'est pas d'une quelconque importance mais c'est une importance fondamentale que la justice ne soit pas seulement rendue formellement mais qu'elle le soit impérativement de façon à écarter l'existence de tout doute » (Jean Du Jardin cite les recherches de Marie-Rose Monami, magistrate à la Cour de cassation).
La Cour de Strasbourg sanctionne le formalisme qui porte atteinte à l'effectivité du droit à un procès équitable, le pharisianisme judiciaire, dans l'arrêt RTBF c. Belgique du 29 mars 2011 en relevant que « Ces éléments suffisent à la Cour pour conclure que la Cour de cassation a fait en l'occurrence preuve de formalisme excessif (…). Il y a donc eu violation de l'article 6, § 1 de la Convention » (§ 74 et 75).
La théorie des apparences est également très largement expliquée dans l'arrêt Guja contre Moldavie.
C'est ainsi que la Cour explique dans cette dernière décision, rendue le 12 février 2008, et précise le sens et la portée de la théorie des apparences dictée par la confiance indispensable de l'opinion en ses institutions pour garantir la démocratie (§ 90), mais que celle-ci ne doit pas être un prétexte pour jouer de celle-là abusivement (§ 91) : 

« 90. La Cour observe qu'il est dans l'intérêt général de maintenir la confiance des citoyens dans l'indépendance et la neutralité politique des autorités de poursuite d'un État (voir, mutatis mutandis, Prager et Oberschlick c. Autriche, arrêt du 26 avril 1995, série A no 313, § 34). (…) la conclusion tirée par le journal dans ses articles, à savoir que le parquet général faisait l'objet d'une influence indue, peut avoir produit de forts effets négatifs sur la confiance du public dans l'indépendance de cette institution.
91. Cela dit, la Cour considère que l'intérêt général à ce que soient divulguées les informations faisant état de pressions et d'agissements illicites au sein du parquet est si important dans une société démocratique qu'il l'emporte sur l'intérêt qu'il y a à maintenir la confiance du public dans le parquet général. Elle rappelle à cet égard qu'une libre discussion des problèmes d'intérêt public est essentielle en démocratie et qu'il faut se garder de décourager les citoyens de se prononcer sur de tels problèmes (Barfod c. Danemark, arrêt du 22 février 1989, série A no 149, § 29) »

— Arrêt Guja c. Moldova
La théorie des apparences est transposée en droit français par une circulaire générale du Garde des Sceaux imposant aux chefs de Cour et de parquet de veiller à la crédibilité de l'institution judiciaire et d'écarter tout risque de suspicion dans l'opinion à l'égard de la justice (voir la circulaire du 27 janvier 1993 et question parlementaire no 3927 du 11 septembre 2012, sa réponse publiée le 4 décembre 2012).
La théorie des apparences s'impose d'autant plus en France que la Cour européenne des droits de l'homme juge qu'une juridiction nationale confrontée à une jurisprudence européenne « applique directement la Convention et la jurisprudence de la Cour » (Verein gegen Tierfabriken Schweiz c. Suisse, 2007, § 55).
De plus, l'Assemblée plénière de la Cour de cassation française a accueilli et consacré cette jurisprudence européenne en jugeant que :
« Les États adhérents à la Convention de sauvegarde des droits de l'homme et des libertés fondamentales sont tenus de respecter les décisions de la Cour européenne des droits de l'homme, sans attendre d'être attaqués devant elle ni d'avoir modifié leur législation. »
— Cass. Ass. plén., 15 avril 2011, pourvoi no 10-30.313, Bull. 2011
Elle le rappelle dans son Rapport annuel 2011 : « les États qui conservent dans leur ordre juridique respectif une ou des normes nationales similaires à celles qui ont été déclarées contraires à la Convention de sauvegarde sont tenus de respecter cette jurisprudence sans attendre d’être attaqués devant la Cour européenne (CEDH, 22 avril 1993, Modinos c. Chypre, requête no 15070/89) ».